# 우종현 (희극인)
우종현(1988년 6월 13일 ~ )은 대한민국의 희극인이다.

## 학력
예원예술대학교

## 방송
- SBS 웃찾사
  - 쑥대머리
  - 힙권도
  - 사이다 - 진행자 역